# Parque nacional Sallandse Heuvelrug
El Parque nacional Sallandse Heuvelrug (en neerlandés: Nationaal Park Sallandse Heuvelrug) es un parque nacional en la provincia holandesa de Overijssel, establecido en el año 2004. El parque está sobre todo administrado por Staatsbosbeheer, Natuurmonumenten y la empresa de agua llamada Vitens. Además, varios pequeños propietarios particulares  están involucrados en la gestión, así como las comunidades y actores regionales.
La gestión de la zona se encuentra con varios problemas serios. Uno de los problemas es mantener el lugar en su estado actual y evitar el establecimiento de otros árboles y pastos. Las organizaciones que lo manejan permiten a las ovejas y vacas pastar allí. Para evitar alteraciones, algunas partes del parque están cerradas para los visitantes y el camino por el parque se cierra por la noche.

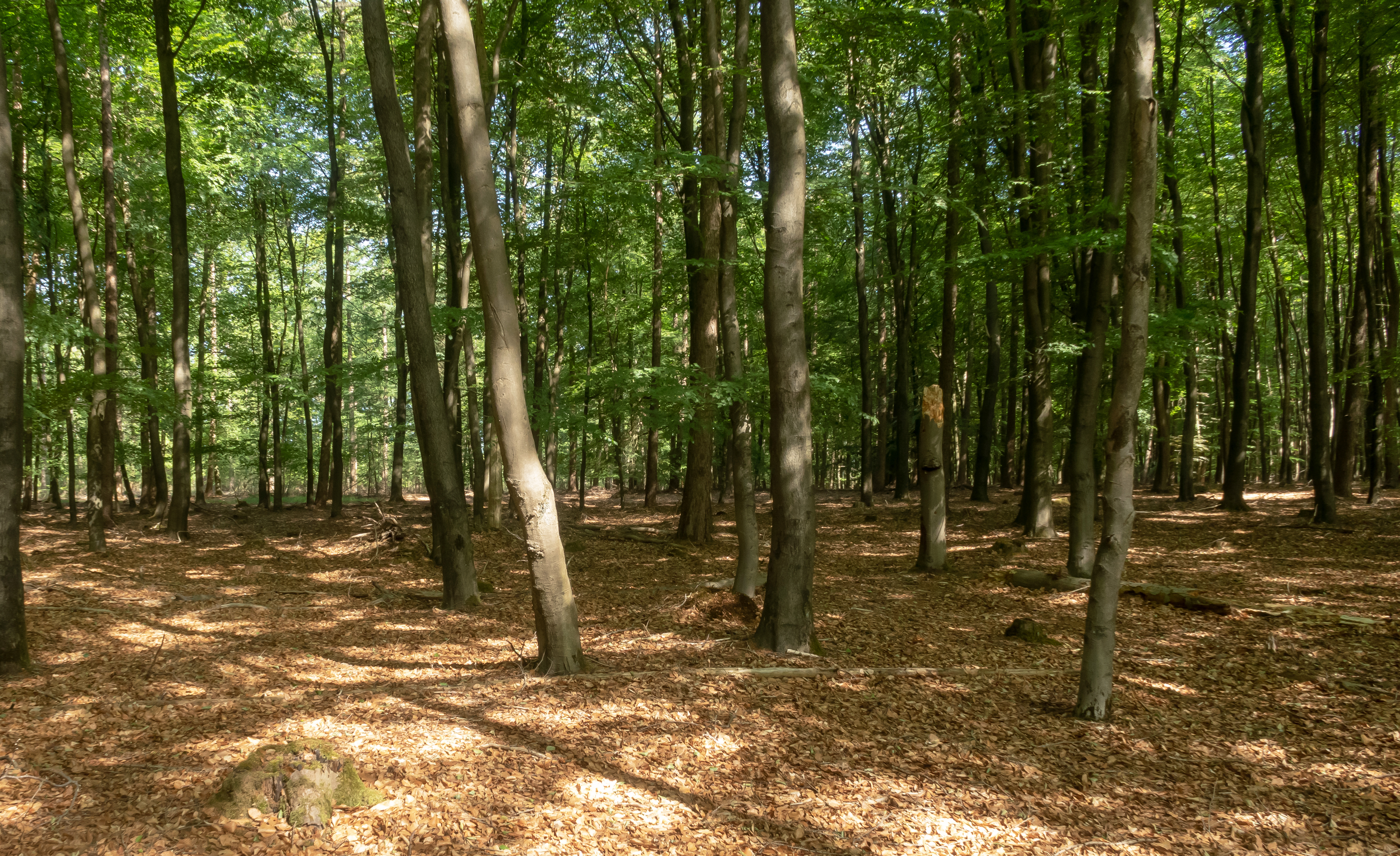
Los árboles en Sallandse Heuvelrug

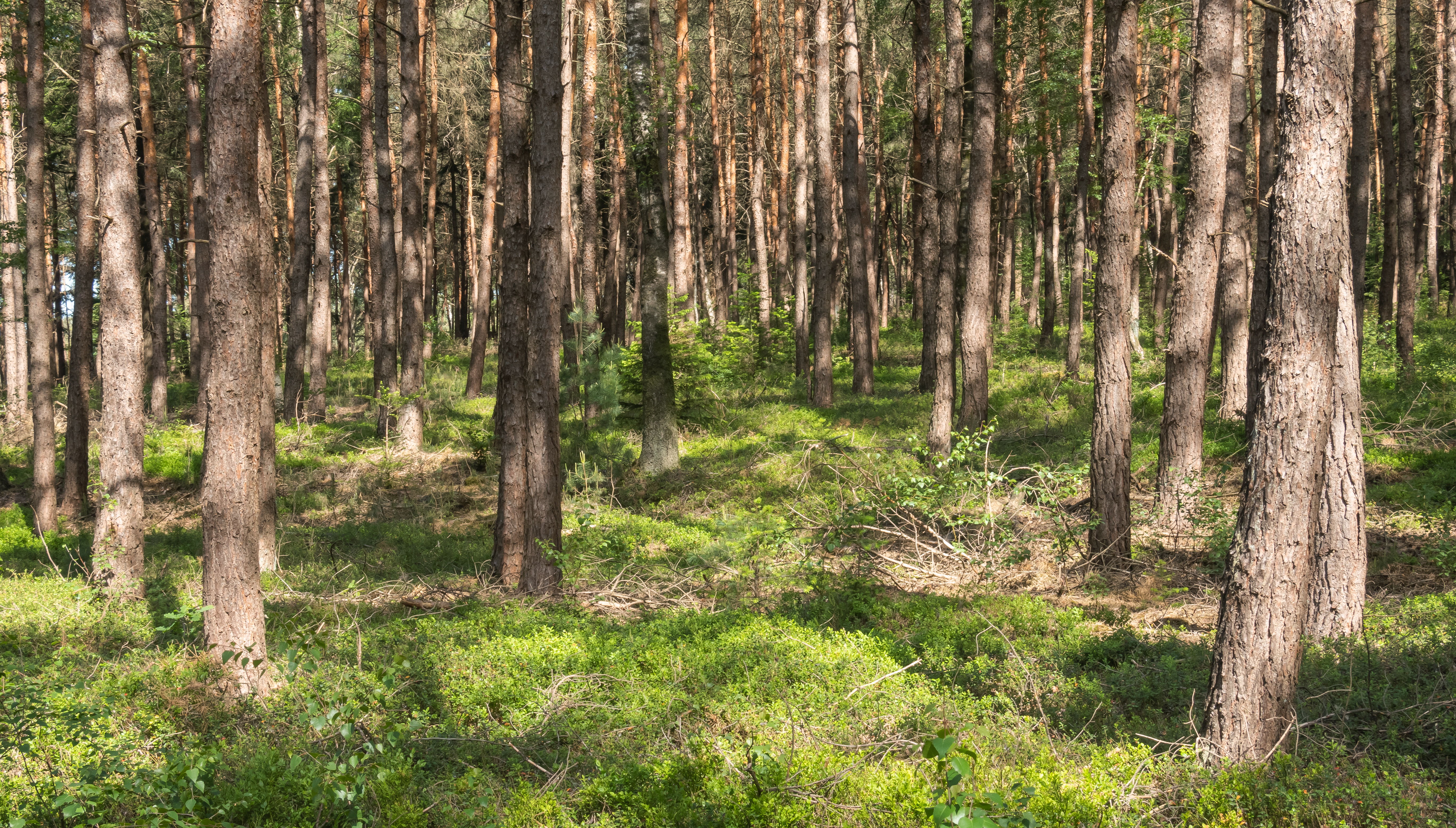
Los árboles en Sallandse Heuvelrug